# Moonlight Bay
"Moonlight Bay" é uma canção publicada em 1912 com as letras escritas por Edward Madden e a música de Percy Wenrich. Ela foi apelidada de On Moonlight Bay. Ela é interpretada no quarteto de barbearia de estilo. As primeiras gravações, em 1912, foram feitas pelo American Quartet e por Dolly Connolly.

## Letra

### Verso 1
Voices hum, crooning over Moonlight Bay
Banjos strum, tuning while the moonbeams play
All alone, unknown they find me
Memories like these remind me
Of the girl I left behind me
Down on Moonlight Bay
Candle lights gleaming on the silent shore
Lonely nights, dreaming till we meet once more
Far apart, her heart, is yearning
With a sigh for my returning
With the light of love still burning
As in days of yore

### Refrão
We were sailing along
On Moonlight Bay.
We could hear the voices ringing;
They seemed to say,
"You have stolen my heart"
"Now don't go 'way!"
As we sang "Love's Old Sweet Song"
On Moonlight Bay
A partitura original e as gravações de 1912 usam as letras acima.

## Versão dos Beatles
We were walking (turn around and cry!)
In Moonlight Bay (wow!)
In which you can understand the voice singer (I like it!)
You say you stay (Keep it up, Bongo!)
You are the brightest color (oh, twists and screams!)
Then go away ('Are the Beatles gone?' 'No, they're here!')
With your short, hairy legs
In the moonlight bay In the moonlight bay

## Outras Versões
- Glenn Miller e sua orquestra gravando a canção em 22 de março de 1932 com um arranjo de swing.[2]
- Os Mills Brothers gravaram a música em 1943 para a Decca Records.[3]
- A música foi apresentada no filme Tin Pan Alley (1940), cantada por Alice Faye. Ela também o incluiu em seu álbum Alice Faye Sings Her Greatest Movie Hits, publicado em 1962.[4]
- A música foi apresentada no filme On Moonlight Bay (1951) cantada por Doris Day e Gordon MacRae. Day também regravou a música para seu álbum On Moonlight Bay.

### Os Beatles
Os Beatles cantaram Moonlight Bay com os comediantes Eric Morecambe e Ernie Wise em seu programa de ATV Two of a Kind em dezembro de 1963. Foi cantada, com letras diferentes, por Lennon, McCartney e Harrison (Starr está na bateria) acompanhados por Wise enquanto Morecambe, usando uma peruca dos Beatles, e o próprio grupo acrescenta toques humorísticos parodiando seus arranjos habituais da época. A gravação sonora da performance foi lançada na Antologia 1 em 1995 e o vídeo incluído no documentário.